# Muruga Nayanar
Muruga Nayanar o Muruka Nayanar es el 15.º santo de Nayanar. Hagiografías tradicionales como Periya Puranam del siglo XIII d. C. y Thiruthondar Thogai del siglo X d. C. lo describen como un gran devoto del dios hindú Shiva. Se dice que vivió una vida ascética, llena de austeridad y devoción desinteresada a Shiva, dedicando su tiempo a recoger flores de los bosques y a decorar el  Shiva Lingam con guirnaldas y coronas.

## Relato Hagiográfico
Muruga Nayanar nació en una familia brahmán en una aldea costera llamada Thirupugalur o Thirupukalur o Pumpukalur en [| [Dinastía Chola| Chola Nadu]], ahora ubicada en Thirumarugal Taluk, distrito de Nagapattinam, Tamil Nadu. Su rutina diaria era salir de casa por la mañana temprano y vagar por el bosque para recoger las coloridas y fragantes flores como  loto,  champaka, jazmín, konrai, etc. Mientras recogía flores solía cantar el mantra de Panchakshara. Regresaría a casa y ataría las flores en hermosas guirnaldas y coronas para adornar el Shiva Lingam, Agnishwara, y su consorte Parvati. Tenía la costumbre de visitar el templo al menos tres veces al día.
Muruga Nayanar es descrito como contemporáneo de otros Nayanars como Sambandar, Tirugnaana Sambandar, Thirunavukkarasar, Sundarar, Thiruneelakandar y Tirunilakanda Yaazpaanar Nayanar. Cuando Sambandar y Thirunavukkarasar, dos de los nayanars más prominentes, visitaron el templo de Thirupugalur, Muruga Nayanar les dio una cálida bienvenida y se los llevó a casa. Pasando tiempo con ellos y escuchando sus himnos, Muruga Nayanar estaba eufórico. Sambandar apreciaba la devoción de Muruga Nayanar por Shiva y desarrolló una gran amistad con él.
Sambandar invitó a Muruga Nayanar a su boda en Nallur Perumanam. Después de la boda, Sambandar, su novia y otros devotos de Shiva fueron de nuevo al templo de Nallur Perumanam de Shiva. Sambandar rezó a Shiva, buscando la salvación y cantó un himno llamado Panchakshara Pathikam. Shiva apareció ante él y le concedió su deseo. Entonces Sambandar, su novia y todos los invitados a la boda, incluyendo a Muruga Nayanar se fusionaron en la Luz de Siva.
El mes Tamil Vaikasi, la estrella Moolam o nakshatra se observa como el día del Gurú Pooja de Muruga Nayanar en todos los templos Shiva.